# Breuville
Breuville ist eine französische Gemeinde mit 405 Einwohnern (Stand 1. Januar 2022) im Département Manche in der Region Normandie. Sie gehört zum Kanton Bricquebec-en-Cotentin und zum Arrondissement Cherbourg.
Nachbargemeinden sind Bricquebosq im Westen, Couville im Norden, Saint-Martin-le-Gréard im Nordosten, Brix im Osten und Rauville-la-Bigot im Süden.

## Bevölkerungsentwicklung
| Jahr      | 1962 | 1968 | 1975 | 1982 | 1990 | 1999 | 2008 | 2018 |
| --------- | ---- | ---- | ---- | ---- | ---- | ---- | ---- | ---- |
| Einwohner | 266  | 238  | 221  | 292  | 361  | 351  | 384  | 415  |

## Sehenswürdigkeiten

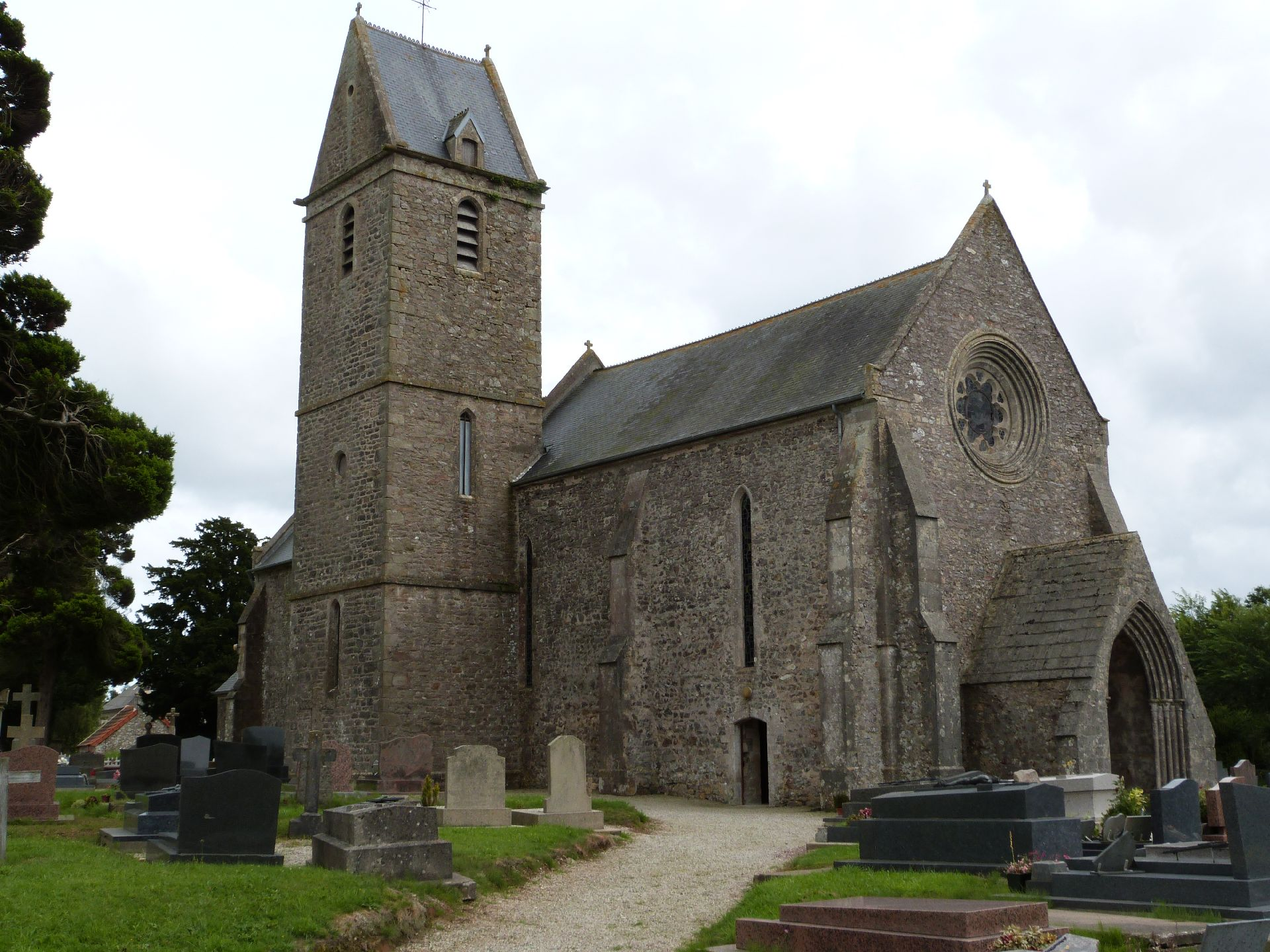
Kirche Saint-Pierre

- Kirche Saint-Pierre